# 군사 (관직)
군사(軍師/军师)는 고대에 사용하던 관직이다.

## 한국
신라의 지방 유력자에게 주어지던 지방의 군사 관직이었다.